# Jalil Lespert
Pour les articles homonymes, voir Lespert.
Jalil Lespert, né le 11 mai 1976 à Paris, est un acteur et réalisateur français.

## Biographie
Jalil Lespert est le fils du comédien Jean Lespert, né en 1942 à Rosny-sous-Bois, et de Farida Azi, avocate d'origine Kabyle née en 1948 à Palestro (aujourd'hui Lakhdaria), en Algérie française,,,. Il est le frère aîné du comédien Yaniss Lespert.
Jalil Lespert est l'ambassadeur de l'ONG Plan International (droits des enfants dans les pays en développement).
En 2016, Jalil Lespert est membre du jury du Festival du film britannique de Dinard 2016.

### Vie privée
Jalil Lespert a trois enfants : Gena, née en 2004, et Aliocha, né en 2008, d'une relation avec l'actrice Bérangère Allaux, ainsi que Kahina née le 6 novembre 2010, de sa relation avec Sonia Rolland, qu’il rencontre au début de l'année 2009 à l'occasion d'une séance de photographie pour l'Uomo Vogue consacrée à l'Afrique. Le couple se sépare en octobre 2018.
Il a été en couple avec Laeticia Hallyday d'octobre 2020 à août 2023.

## Filmographie

### Acteur

#### Longs métrages
- 1998 : Nos vies heureuses de Jacques Maillot : Étienne
- 1999 : Un dérangement considérable de Bernard Stora : Laurent Mahaut
- 1999 : Ressources humaines de Laurent Cantet : Franck
- 2000 : Sade de Benoît Jacquot : Augustin
- 2000 : Bella ciao de Stéphane Giusti : Oreste
- 2001 : Inch'Allah dimanche de Yamina Benguigui : le chauffeur du bus
- 2001 : L'Idole de Samantha Lang : Philippe
- 2002 : Vivre me tue de Jean-Pierre Sinapi : Daniel Smaïl
- 2003 : Pas sur la bouche d'Alain Resnais : Charley
- 2003 : Les Amateurs de Martin Valente : Jamel Mezaoui, dit J.P.
- 2004 : Le Promeneur du Champ-de-Mars de Robert Guédiguian : Antoine Moreau
- 2004 : Virgil de Mabrouk el Mechri : Virgil
- 2004 : L'Ennemi naturel de Pierre-Erwan Guillaume : le lieutenant Nicolas Luhel
- 2004 : Le Petit Lieutenant de Xavier Beauvois : Antoine Derouère
- 2006 : Le Voyage en Arménie de Robert Guédiguian : Simon
- 2006 : Ne le dis à personne de Guillaume Canet : Gonzales
- 2008 : Pa-ra-da de Marco Pontecorvo : Miloud
- 2010 : Lignes de front de Jean-Christophe Klotz : Antoine
- 2011 : Chez Gino de Samuel Benchetrit : Oncle Giovanni (flash-back)
- 2011 : Un baiser papillon de Karine Silla-Pérez : Paul
- 2011 : Love and Bruises de Lou Ye : Giovanni
- 2013 : Post partum de Delphine Noels : Ulysse
- 2013 : Landes de François-Xavier Vives : Iban
- 2014 : De guerre lasse d'Olivier Panchot : Alex
- 2015 : Premiers Crus de Jérôme Le Maire : Charlie Maréchal
- 2016 : Iris de lui-même : Antoine Doriot
- 2017 : Orpheline d'Arnaud des Pallières : Darius
- 2017 : Une femme heureuse (The Escape) de Dominic Savage : Philippe
- 2018 : Nuits magiques (Notti magiche) de Paolo Virzi : Jean-Claude Bernard
- 2019 : Mon frère de Julien Abraham : Igor
- 2020 : La Terre des hommes de Naël Marandin : Sylvain Rousseau
- 2020 : L'Enfant rêvé de Raphaël Jacoulot : François Receveur
- 2021 : Tralala d'Arnaud et Jean-Marie Larrieu : Benjamin Trescazes
- 2023 : Infinity Pool de Brandon Cronenberg : Alban Bauer
- 2024 : GTmax d'Olivier Schneider : Elyas

#### Courts métrages
- 1995 : Jeux de plage de Laurent Cantet : Éric
- 1998 : Le Centre du monde de Djibril Glissant : Teman
- 1999 : Bonne Résistance à la douleur de Pierre-Erwan Guillaume : Laurent
- 2003 : Lapin intégral de Cecilia Rouaud : Eliott
- 2003 : Œdipe - (N+1) d'Éric Rognard : Thomas Steiner
- 2004 : Boloko de Fabien Gaillard : Stan

#### Télévision
- 1997 : Les Sanguinaires de Laurent Cantet (téléfilm) : Stéphane
- 2001 : Combats de femme (collection) : Libre à tout prix de Marie Vermillard (téléfilm) : Paul
- 2009 : Pigalle, la nuit d'Hervé Hadmar (mini série) : Thomas
- 2012 : Le Mille e una notte : Aladino e Sherazade de Marco Pontecorvo (mini série) : Omar
- 2025 : Héritage (série télévisée) : Arnaud Tissier

### Réalisateur
- 2005 : De retour (court métrage)
- 2007 : 24 mesures
- 2011 : Des vents contraires
- 2012 : Tender, clip vidéo pour le groupe Stuck In The Sound
- 2014 : Yves Saint Laurent (également coscénariste)
- 2015 : Versailles (série télévisée)
- 2016 : Iris
- 2019 : Le Dindon
- 2020 : Chambre 2806 : L'affaire DSK (Documentaire sur Netflix)

### Narrateur
- 2014-2015 : Frères d'armes, série télévisée historique de Rachid Bouchareb et Pascal Blanchard : présentation de Dimitri Amilakvari
- 2015 : L'Algérie vue du ciel, documentaire franco-algérien réalisé par Yann Arthus-Bertrand et Yazid Tizi : narration

## Distinctions

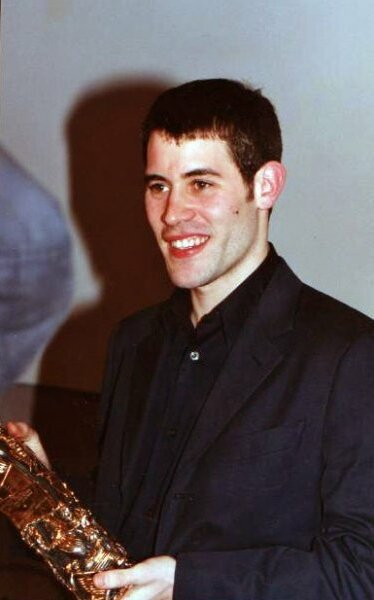
Jalil Lespert en 2001 à la des César

- 1999 : Prix d'interprétation masculine au Festival Acteurs à l'écran de Saint-Denis pour Bonne Résistance à la douleur de Pierre-Erwan Guillaume
- 1999 : Prix d'interprétation masculine au Festival international du film d'Amiens pour Le Centre du monde de Djibril Glissant
- 1999 : Prix d'interprétation masculine au Festival international du court métrage de Clermont-Ferrand pour Le Centre du monde et Bonne résistance à la douleur[11]
- 2000 : Hippomène du meilleur jeune comédien au Festival du jeune comédien de Béziers pour Un dérangement considérable de Bernard Stora [12]
- 2000 : Prix d'interprétation masculine au Festival international du film de Mons pour Un dérangement considérable de Bernard Stora
- 2001 : César du meilleur espoir masculin pour Ressources humaines de Laurent Cantet
- 2001 : Lumière du meilleur espoir masculin pour Ressources humaines de Laurent Cantet
- 2001 : Étoile d'or de la révélation masculine pour Ressources humaines de Laurent Cantet
- 2003 : Prix du meilleur nouvel acteur au Festival du film de Cabourg pour Vivre me tue de Jean-Pierre Sinapi